# بيتا (لغة برمجة)
بيتا (BETA) هي عبارة عن لغة كائنية التوجه نشأت داخلى «المدرسة الأسكندنافية» في كائنية التوجه عندما طورت أول لغة كائنية التوجة سيمولا.
من منظور تقني، توفر بيتا العديد من المزايا الفريدة. يتم جمع الأصناف والعمليات تحت مبداء واحد، نمط (Pattern). كما، يتم تعريف الأصناف على انها صفات/خصائص الكائنات. هذا يعني أنه لايمكن تثبيت الأصناف بدون سياق كائنات محدد. ونتيجة لذلك أصبحت بيتا تدعم الأصناف المتداخلة (nested classes). يمكن تعريف الأصناف بشكل افتراضي، مثل الطرق الافتراضية في معظم لغات البرمجة الكائنية الموجهة. لا يمكن الكتابة مرة أخرى على الكيانات الافتراضية (مثل الطرق والأصناف) أبداً، إنما يتم تعرفها مرة أخرى أو خصخصتها.
تدعم بيتا وجهة نظر الكائنات الموجهة في البرمجة مرافق شاملة للبرمجيات الإجرائية والوظيفية. لديها آليات تجريد قوية لدعم تحديد هوية الكائنات، وتصنيفها وتكوينها. بيتا لغة مكتوبة بقوه مثل سيمولا، ايفل، وسي++، ومعظم التحقق يكون في وقت التصريف (compile-time). تهدف بيتا إلى تحقيق التوازن الأمثل بين نوعي التحقيق وقت التصريف (compile-time type checking) والتحقيق وقت التشغيل (run-time type checking).

## وصلات خارجية
- الموقع الرسمي
- جي بيتا بيتا العام